# Happy Birthday to Me
Happy Birthday to Me (conocida en Hispanoamérica como Feliz cumpleaños para mí y en España como Cumpleaños mortal) es una película de terror canadiense de 1981, dirigida por J. Lee Thompson y escrita por John C.W. Saxton.

## Trama
Virginia "Ginny" Wainwright es una bella y popular estudiante de último año de la Academia Crawford, miembro de los "10 Mejores" de la escuela, un grupo de élite de los estudiantes más privilegiados y populares. Cada noche, el grupo se reúne en Silent Woman Tavern, una posada local. Una noche de camino a la posada, Bernadette O'Hara es atacada en su automóvil por un asaltante invisible. Ella lucha y se hace la muerta para atacar al asesino con la guardia baja antes de correr para pedir ayuda. Luego se encuentra con un individuo invisible con el que está familiarizada y le pide ayuda, pero él le corta el cuello con una navaja.
El grupo se preocupa cuando Bernadette no llega a la posada. Al salir, el grupo ve el puente levadizo cercano y decide jugar un juego de carreras. Ann Thomason lleva a Ginny a un auto, y cada uno de los grupos intenta cruzar el puente a medida que sube; el auto en el que Ginny está apenas se despeja del puente, chocando cuando se encuentra con el otro lado. Angustiada, Ginny corre a su casa, deteniéndose en la tumba de su madre en un cementerio adyacente. En su casa, Etienne Vercoures, un estudiante francés de intercambio y miembro del grupo, irrumpió en la habitación de Ginny y le roba la ropa interior.
Bernadette no se presenta en la escuela al día siguiente. Ginny, quien está plagada de recuerdos reprimidos, visita a su psiquiatra, el Dr. Faraday, con quien anteriormente se sometió a un procedimiento experimental de restauración de tejido cerebral después de sobrevivir a un accidente desgarrador en el puente levadizo. Cuando Ginny intenta reanudar su vida normal, sus amigos son asesinados de maneras violentas: Etienne es estrangulado cuando su bufanda queda atrapada en los radios de su motocicleta, y Greg es aplastado levantando pesas.
Una noche, Alfred, un miembro del grupo que está enamorado de Ginny, la sigue hasta la tumba de su madre. En represalia, ella lo apuñala con un par de tijeras de jardín. El fin de semana del cumpleaños número 18 de Ginny, su padre se va a un viaje de negocios. Después de un baile escolar, Ginny invita a Steve a su casa y prepara shish kebabs. Mientras los dos beben vino y fuman marihuana, Ginny ataca a Steve con el kebab, empujando violentamente el pincho en su garganta.
Ann llega a la casa de Ginny a la mañana siguiente y encuentra a Ginny tomando una ducha. En la ducha, Ginny tiene un flashback de la muerte de su madre: su madre, una socia social recién iniciada, invitó a los diez mejores a la celebración del cumpleaños de Ginny cuatro años antes. En cambio, el grupo optó por asistir a la fiesta de Ann. Borracha, su madre se dirigió a la casa de los Thomason con Ginny, donde fue humillada por el padre de Ann. Enfurecida, intentó cruzar el puente levadizo, lo que provocó un choque violento que terminó en su ahogamiento. Ginny, sin embargo, logró nadar a salvo.
Paranoica de que ella podría estar asesinando a sus amigos durante sus episodios de apagón, Ginny visita al Dr. Faraday. Cuando ella lo enfrenta por el procedimiento al que se sometió, él se muestra evasivo, y ella lo asesina con un atizador de chimenea. El Sr. Wainright regresa a casa para el cumpleaños de Ginny y encuentra un charco de sangre en el vestíbulo. Él huye, y encuentra a una de las amigas de Ginny, Amelia, parada bajo la lluvia, agarrando un regalo envuelto. En el cementerio, descubre que la tumba de su difunta esposa fue robada, con el cadáver del doctor Faraday yaciendo en él.
El Sr. Wainright nota una luz en el interior de la casa de huéspedes de la familia. En el interior, encuentra los cadáveres de cada uno de los amigos de Ginny que se encuentran en una mesa junto al cadáver de su difunta esposa. Ginny entra a la habitación con un pastel de cumpleaños, cantando "Feliz cumpleaños" así misma. Ginny admite casualmente los asesinatos antes de cortar la garganta de su padre. Muere, sin darse cuenta de que su hija está sentada a la mesa. Su asesina, Ann, se ha disfrazado de Ginny con una elaborada máscara de látex. Ann se quita la máscara, despotricando y delirando sobre el asunto de su padre con la madre de Ginny y cómo destruyó a su familia. Ann revela que ella y Ginny son medias hermanas. Ginny logra arrebatarle el cuchillo a Ann y la apuñala hasta matarla. Mientras ella se para sobre el cadáver de Ann sosteniendo el cuchillo ensangrentado, un oficial de policía entra en la casa y suplica: "¿Qué has hecho?".

## Reparto
| Actor                | Personaje                   |
| -------------------- | --------------------------- |
| Melissa Sue Anderson | Virginia “Ginny” Wainwright |
| Glenn Ford           | Dr. David Faraday           |
| Lawrence Dane        | Harold “Hal” Wainwright     |
| Sharon Acker         | Estelle Wainwright          |
| Frances Hyland       | Señora Patterson            |
| Tracey E. Bregman    | Ann Thomerson               |
| Jack Blum            | Alfred Morris               |
| Matt Craven          | Steve Maxwell               |
| Lenore Zann          | Maggie                      |
| David Eisner         | Rudi                        |
| Lisa Langlois        | Amelia                      |
| Michel-René Labelle  | Etienne Vercures            |
| Richard Rebiere      | Greg Hellman                |
| Lesleh Donaldson     | Bernadette O´Hara           |

## Estreno en DVD y Blu-Ray
El lanzamiento inicial en DVD de Columbia Pictures contenía una nueva banda sonora y una portada distinta de la original, cosa que enfureció a los fanes. Eso hizo que muchos fanes del slasher pidieran que se volviera a lanzar al mercado, pero esta vez con la banda sonora original que se oyó en los cines y en el VHS.
Anchor Bay Entertainment estrenó un nuevo DVD con la imagen del póster original y la banda sonora original. El DVD fue estrenado el 13 de octubre de 2009. Algunas tiendas de Walmart, sin embargo, lo estrenó una semana antes con una gran selección de otras películas de horror por $5 dólares.
En 2012, la película fue estrenada en Blu-Ray a través de Mill Creek Entertainment con un doble disco junto con el original When a Stranger Calls. Este estreno, al igual que el DVD de 2009, contiene el audio original.

## Música
La música de la película varía de copia en copia. Algunos contienen la música original mostrada en los cines, mientras que otros contienen una nueva música, completamente diferente al igual que en los créditos finales. La música original fue escrita y compuesta por Bo Harwood y Lance Rubin, respectivamente.
El tema final de la película "Happy Birthday To Me" fue cantada por Syreeta Wright (acreditada simplemente como Syreeta en los créditos finales) y fue escrita por Lance Rubin (música) y Molly-Ann Leikin (letra). En su estreno reciente en DVD contiene una pista disco en lugar de la versión cantada por ésta. 
Nunca hubo una banda sonora oficial; sin embargo, existen algunas que están hechas por los fanes por todo el internet.